# Daniele Caimmi
Daniele Caimmi (* 17. Dezember 1972 in Jesi) ist ein italienischer Langstreckenläufer, der sich auf den Marathon spezialisiert hat.

## Leben
1996 wurde er Siebter bei der Maratona d’Italia und 1998 Zweiter beim Venedig-Marathon. 1999 verbesserte er sich als Dreizehnter des Rotterdam-Marathons auf 2:11:29 h und kam bei den Weltmeisterschaften 1999 in Sevilla auf den zehnten Platz.
2000 wurde er nationaler Meister über 10.000 Meter, kam aber bei den Olympischen Spielen in Sydney über den Vorlauf nicht hinaus.
Im darauffolgenden Jahr wurde er Sechster beim Turin-Marathon und Dritter beim Venedig-Marathon. 2002 folgten jeweils vierte Plätze bei Roma – Ostia, beim Rom-Marathon und bei den Europameisterschaften in München sowie ein dritter Platz beim Mailand-Marathon mit seinem persönlichen Rekord von 2:08:59.
2003 folgte einem Sieg beim Turin-Marathon ein sechster Rang bei den Weltmeisterschaften in Paris/Saint-Denis. Zum Desaster geriet sein Start beim Marathon der Olympischen Spiele 2004 in Athen, bei dem er sich mit einer Rückenverletzung auf Platz 52 ins Ziel quälte.
Nach anderthalb Jahren kehrte er ins Wettkampfgeschehen zurück und wurde 2006 Zweiter beim Rom-Marathon und Sechster beim Venedig-Marathon. Im Jahr darauf wurde er Vierter beim Turin- und Dritter beim Florenz-Marathon, bei der er 2009 auf den fünften Rang kam.
2010 wurde er beim Treviso-Marathon Zweiter in 2:12:49, zeitgleich mit dem Sieger, seinem Freund Ottaviano Andriani, und kam bei den Europameisterschaften in Barcelona auf den 31. Platz.
Daniele Caimmi ist 1,80 m groß und wiegt 60 kg. Der gelernte Mechaniker wurde zunächst von Romano Tordelli und dann von Massimo Magnani trainiert und startet für Fiamme Gialle. Seit 2004 ist er mit seiner Läuferkollegin Rosaria Console verheiratet.

## Persönliche Bestzeiten
- 5000 m: 13:26,26 min, 6. Juni 2001, Mailand
- 10.000 m: 27:48,64 min, 30. August 2000, Rovereto
- Halbmarathon: 1:01:35 h, 24. Februar 2002, Ostia
- Marathon: 2:08:59 h, 1. Dezember 2003, Mailand